# Randolph L. Braham
Pour les articles homonymes, voir Braham.
 (mai 2024).
La mise en forme du texte ne suit pas les recommandations de Wikipédia : il faut le « wikifier ».
Les points d'amélioration suivants sont les cas les plus fréquents. Le détail des points à revoir est peut-être précisé sur la page de discussion.
- Les titres sont pré-formatés par le logiciel. Ils ne sont ni en capitales, ni en gras.
- Le texte ne doit pas être écrit en capitales (les noms de famille non plus), ni en gras, ni en italique, ni en « petit »…
- Le gras n'est utilisé que pour surligner le titre de l'article dans l'introduction, une seule fois.
- L'italique est rarement utilisé : mots en langue étrangère, titres d'œuvres, noms de bateaux, etc.
- Les citations ne sont pas en italique mais en corps de texte normal. Elles sont entourées par des guillemets français : « et ».
- Les listes à puces sont à éviter, des paragraphes rédigés étant largement préférés. Les tableaux sont à réserver à la présentation de données structurées (résultats, etc.).
- Les appels de note de bas de page (petits chiffres en exposant, introduits par l'outil «  Source ») sont à placer entre la fin de phrase et le point final[comme ça].
- Les liens internes (vers d'autres articles de Wikipédia) sont à choisir avec parcimonie. Créez des liens vers des articles approfondissant le sujet. Les termes génériques sans rapport avec le sujet sont à éviter, ainsi que les répétitions de liens vers un même terme.
- Les liens externes sont à placer uniquement dans une section « Liens externes », à la fin de l'article. Ces liens sont à choisir avec parcimonie suivant les règles définies. Si un lien sert de source à l'article, son insertion dans le texte est à faire par les notes de bas de page.
- La présentation des références doit suivre les conventions bibliographiques. Il est recommandé d'utiliser les modèles {{Ouvrage}}, {{Chapitre}}, {{Article}}, {{Lien web}} et/ou {{Bibliographie}}. Le mode d'édition visuel peut mettre en forme automatiquement les références.
- Insérer une infobox (cadre d'informations à droite) n'est pas obligatoire pour parachever la mise en page.

Pour une aide détaillée, merci de consulter Aide:Wikification.
Si vous pensez que ces points ont été résolus, vous pouvez retirer ce bandeau et améliorer la mise en forme d'un autre article.
Randolph Lewis Braham, né le 20 décembre 1922 et mort le 25 novembre 2018, est un historien et politologue américain, né en Roumanie, professeur émérite de science politique au CUNY Graduate Center. Spécialiste en politique comparée et de la Shoah, il est membre fondateur du comité scientifique de l’United States Holocaust Memorial Museum (USHMM), et a fondé l’institut Rosenthal pour les études de la Shoah en 1979,.
La carrière de Braham commence par l’enseignement de la politique comparée et la soviétologie au City College of New York, où il occupe la chaire de sciences politiques. Il est l’auteur ou le directeur de plus de 60 ouvrages, auteur ou coauteur de chapitres dans une cinquantaine d’autres, et a publié à un grand nombres d’articles universitaires. La plus grande partie de ses écrits concerne la Shoah en Hongrie. Son œuvre la plus connue est The Politics of Genocide: The Holocaust in Hungary (en français : « Politiques du génocide : la Shoah en Hongrie ») publiée en 1981.

## Jeunesse

### Famille
Né dans une famille juive à Bucarest sous le nom d’Adolf Ábrahám (son nom hébreu est Avraham ben Itzhak ben Aryeh), il est le fils de Lajos Ábrahám et Eszter Katz. Il grandit dans une grande pauvreté à Dej, une ville hongroise de Transylvanie. En 1943–1945 il est requis pour le service du travail forcé (en) de l’armée hongroise, dans le Reichskommissariat Ukraine. Lors de la période de chaos qui accompagne l’effondrement de la Hongrie face à l’armée rouge, Braham réussit à s’enfuir et à rentrer chez lui, alors que la Hongrie est occupée.
Pendant qu’il tente de rejoindre l’Ouest, dans le village hongrois de Nyíri, lui et quatre autre fugitifs sont protégés de la gendarmerie hongroise (alors intégrée à l’organigramme de la SS) par un fermier chrétien, István Novák (mort en 1983), reconnu Juste parmi les nations en 1985. Jusqu’à sa lettre ouverte à la communauté hongroise de 2014 par laquelle il renonce à ses décorations hongroises, Braham n’avait jamais révélé qu’il était un des survivants de la Shoah. Dans son œuvre principale The Politics of Genocide, il utilise une photo — sans référence — de ses propres plaques d’identité militaire.
Dans son témoignage de 1997 pour le projet de la Fondation USC de la Shoah, il décrit les épreuves subies par son unité pendant la dernière année et l’hiver sur le front russe, à la suite de l’armée hongroise, y compris les pendaisons, tortures, ou certains des hommes marchant pieds nus et habillés d’une couverture, l’hiver, contraints de déféquer en marchant. Il décrit aussi comment, pendant les manœuvres, lui et les autres Juifs ont été mis en rangées, à plat ventre, dans des marais infranchissables pour que les troupes et les convois attelés et l’artillerie à cheval puissent leur passer dessus.

### Émigration aux États-Unis
Arrivé dans la zone américaine de Berlin, Braham trouve un emploi de traducteur pour l’U.S. Army. La quasi-totalité de sa famille a disparu à Auschwitz, à l’exception de sa sœur aînée, prisonnière mais qui a survécu. Braham émigre en Amérique début 1948. Bien que les lois antisémites de la Hongrie l’aient empêché de suivre les cours du Gymnasium (en français : « lycée »), il obtient son B.Sc. en économie et administration au City College of New York dès l’année de son arrivée, un M.Sci. en enseignement au City College en 1949, et un doctorat en sciences politiques à la New School en 1952. L’année suivante, il est naturalisé citoyen des États-Unis, change son prénom et son nom de famille et ajoute le nom de son père Lewis entre les deux (parfois transcrit « Louis »).

## Carrière et recherches

### Postes occupés
Braham commence sa carrière d’enseignant à la CUNY en 1962 au City College de New York, occupant la chaire de sciences politiques, et devient « distingué professeur » (le plus haut rang à la CUNY) en avril 1987. Il prend sa retraite en septembre 1992 et commence sa résidence comme professeur émérite au Graduate Center de la City University of New York.
Braham était membre du comité scientifique de l’United States Holocaust Memorial Museum, à Washington DC, dès les premières ébauches du musée en mai 2005 et participe au Academic Committee's Fellowship Subcommittee[Traduire passage] dès sa conception en 1999 ; il est aussi conseiller du Museum of Jewish Heritage de New York et de Yad Vashem. Ses travaux ont été utilisés comme œuvre de référence historique par des cours de justice de plusieurs pays, dont le Canada, l’Allemagne, Israël, et les États-Unis, dans des procès de restitution ou de crime de guerre. Les mémoires de Braham, achevées en 2013, sont en dépôt avec ses archives au United States Holocaust Memorial Museum (USHMM). Ses archives contiennent aussi plusieurs récits des difficultés que les historiens ont dû affronter pour accéder aux archives des pays de l’Est, qui souvent ne voulaient pas laisser consulter, ou cachaient leurs archives.

### Écrits et autres productions
En 1990, comme l’écrit le Washington Post, en témoignant au procès pour crimes de guerre de Imre Finta, officier de gendarmerie hongrois, il affirme « Ma fonction est de poursuivre la vérité […] j’essaie de comprendre l’incompréhensible ». En 2014, dans sa lettre ouverte rejetant ses médailles hongroises, il écrit : « Comme survivant dont les parents et de nombreux membres de la famille sont parmi les centaines de milliers de juifs assassinés, je ne peux rester silencieux […] C’est ma destinée de travailler à la préservation de l’histoire de la Shoah. »[réf. souhaitée]
En 1998, dans son documentaire Les Derniers Jours, Braham fournit un aperçu des conditions de la Shoah en Hongrie. Le documentaire Rémálmok nyomában le prend pour sujet,.
En janvier 2014, dans une lettre ouverte largement diffusée, il décrit les efforts du gouvernement de droite de Viktor Orbán pour falsifier l’histoire et blanchir l’ère Horthy, Braham renvoie ses médailles et renonce à l’ordre du Mérite de Hongrie ; il interdit également l’utilisation de son nom en rapport le mémorial de l'Holocauste de Budapest après des décisions gouvernementales qu’il a jugé excessives. Déjà, en 2005, il avait renoncé à l’ordre de l’Étoile de Roumanie, après qu’un homme aux convictions droitières ait reçu la même décoration.
Le prix Nobel Elie Wiesel, également survivant de la Shoah en Hongrie, et collègue de longue date de Braham, conclut sa préface à l’atlas de la Shoah en Hongrie de Braham de 2013 par ces mots « Recommander cette œuvre aux professeurs, à leurs étudiants, et aux chercheurs est plus qu’un acte d’amitié. C’est le devoir de mémoire qui appartient au domaine du sacré. ». En 2017 Braham donne sa dernière conférence à Budapest, et deux mois avant sa mort publie une lettre ouverte commentant la décision du gouvernement d’ouvrir un mémorial de l’Holocaust « compétitif ».
Deux nuits avant sa dernière hospitalisation en 2018 pour une attaque cardiaque, Braham corrigeait activement son dernier ouvrage, mais dut annuler son discours d’adieu — La lutte entre l’Histoire et la Mémoire collective du vingtième siècle : la Shoah et le communisme — programmé le lendemain à l’institut Rosenthal, qu’il avait fondé 39 ans auparavant.

## Récompenses
Son ouvrage en deux volumes The Politics of Genocide: The Holocaust in Hungary (titre en français : « Les politiques du génocide : la Shoah en Hongrie », ouvrage non-traduit en français), a reçu en 1981 le National Jewish Book Award (en) dans la catégorie Holocauste. Il lui a aussi valu des citations à l’assemblée de l'État de New York et dans le Congressional Record (1981, 1994, 2004). Sa dernière réédition (avec des ajouts) est publiée en 2016.
En 2013, Braham reçoit à nouveau le National Jewish Book Award dans la catégorie Holocaust pour son ouvrage Geographical Encyclopedia of the Holocaust in Hungary, (en français : « Encyclopédie géographique de la Shoah en Hongrie »).
Il a aussi été décoré de la croix d’officier de l’ordre du Mérite de la république de Hongrie (1995), du prix Pro Cultura Hungarica du ministère de la Culture de Hongrie (2002), du prix Science for Society de l’académie hongroise des sciences (2004), a été fait officier de l’ordre de l'Étoile de Roumanie (2004 ; il y renonce en 2005), de l’ordre du Mérite culturel de Roumanie (avec rang de commandeur), et de la croix de la république de Hongrie (2011 ; il y renonce en 2014).

## Œuvres principales
- 1963 : (en) The Destruction of Hungarian Jewry: A Documentary Account, New York, Pro Arte, 2 vol.
- 1977 : (en) The Hungarian Labor Service System, 1939-1945, New York, Columbia University Press
- 1981 (2016) : (en) The Politics of Genocide: The Holocaust in Hungary, New York, Columbia University Press, 2 vol.; 2e éd. 1994; Boulder, CO: Social Science Monographs, 3e éd. 2016.
- 1997 (2015) : (hu) A népirtás politikája: A holocaust magyarországon (en anglais : The Politics of Genocide: The Holocaust in Hungary), Budapest, Belvárosi Könyvkiadó, 2 vol.; 3e éd. 2015.
- 1997 : (avec Attila Pók) (en) The Holocaust in Hungary: Fifty Years Later, New York, Columbia University Press.
- 2001-2014 : (hu) Tanulmányok a holokausztról, Vol. I-VII, Studies on the Holocaust, 7 vol, Budapest, Balassi Kiadó, 2001, 2002, 2004, 2006; Budapest: Múlt és Jövő, 2014.
- 2006 : (avec Brewster S. Chamberlin) (en) The Holocaust in Hungary: Sixty Years Later, New York, Columbia University Press.
- 2007 : (avec Zoltán Tibori Szabó) (hu) A magyarországi holokauszt földrajzi enciklopédiája (en anglais : The Geographical Encyclopedia of the Holocaust in Hungary), Budapest, Park Könyvkiadó, 3 vol.
- 2008 : (avec Zoltán Tibori Szabó) (hu) Az észak-erdélyi holokauszt földrajzi enciklopédiája (en anglais : The Geographical Encyclopedia of the Holocaust in Northern Transylvania), Budapest: Park Könyvkiadó; Cluj-Napoca: Koinónia.
- 2011 : (avec William J. vanden Heuvel) (en) The Auschwitz Reports and the Holocaust in Hungary, New York, Columbia University Press.
- 2011 : (en) Bibliography of the Holocaust in Hungary, New York, Columbia University Press.
- 2013 : (avec Zoltán Tibori Szabó) (en) The Geographical Encyclopedia of the Holocaust in Hungary (Evanston, IL: Northwestern University Press en partenariat avec le United States Holocaust Memorial Museum et le Rosenthal Institute for Holocaust Studies), 3 vol.
- 2015 : (hu) "Magyarország: Hadjárat a holokauszt történelmi emlékezete ellen," A holokauszt Magyarországon: hetven év múltán Randolph L. Braham et András Kovács, Budapest: Múlt és Jövő, pp. 229–261 (en anglais : "Hungary: The Assault on the Historical Memory of the Holocaust," The Holocaust in Hungary: Seventy Years Later, Budapest: Université d'Europe centrale, 2016).
- 2019 : (avec Zoltán Tibori Szabó) (hu) Enciclopedia geografică a Holocaustului din Transilvania de Nord (en anglais : The Geographical Encyclopedia of the Holocaust in Northern Transylvania), Bucharest: Elie Wiesen National Institute for the Study of the Holocaust in Romania; Kishinev: Cartier.